# Asocijacijske analize
Asocijacijske analize (engl. association analysis) jedna je od metoda otkrivanja gena u ljudskoj genetici. 
Takva je oblik analiza popularna kod izrazito heterogenih stanja. Jedini je preduvjet posjedovanje dovoljno guste rekombinantne genske karte (77, 78). Analiza se provodi uspoređivanjem ciljanih alela (biljega) kod bolesnika i zdrave, kontrolne populacije. Kontrolna skupina treba biti što sličnija ispitivanoj tako da katkad obuhvaća i roditelje, odnosno njihove neprenesene alele.